# الکساندر همن
الکساندر همن (به انگلیسی: Aleksandar Hemon) (زاده ۹ سپتامبر ۱۹۶۴) نویسنده آمریکایی-بوسنیایی و برنده جایزه ادبی مک‌آرتور است.

## زندگی‌نامه
همن در سارایوو از پدری اوکراینی-بوسنیایی و مادری بوسنیایی-صرب متولد شد. پدر پدربزرگ همن، تئودر همن پیش از جنگ جهانی اول از غرب اوکراین به بوسنی مهاجرت کرد؛ زمانی که هر دو کشور بخشی از امپراطوری اتریش - مجارستان بودند.

الکساندر همن از دانشگاه سارایوو فارغ‌التحصیل شد و آثارش در جمهوری فدرال سوسیالیستی یوگسلاوی زمانی که ۲۶ سال داشت به چاپ رسیده بود.

همن از سال ۱۹۹۲ در آمریکا زندگی کرد و شغل‌هایی نظیر رای جمع‌کن صلح سبز، کارگر ساندویچی و فروشنده کتاب‌فروشی را تجربه کرد.

اولین داستانش به زبان انگلیسی را در سال ۱۹۹۵ منتشر کرد. او همچنین یک ستون هفتگی به زبان بوسنیایی در یکی از مجلات سارایوو داشت.
همن به عنوان نویسنده‌ای که زبان انگلیسی را در بزرگسالی یادگرفت شباهت‌هایی به جوزف کنراد دارد، اگرچه براساس اشاراتی که در کتاب «سؤال از برونو» می‌کند اغلب او را با ولادیمیر ناباکوف مقایسه می‌کنند. اکثر داستان‌های او به نحوی در ارتباط با جنگ‌های یوگسلاوی، بوسنی یا شیکاگو است.

## آثار
همن اولین کتابش را به نام سؤال از برونو در سال ۲۰۰۰ به چاپ رساند. این کتاب شامل داستان‌های کوتاه و یک رمان کوتاه بود که با نقدهای مثبتی روبرو شد.

## فیلم شناسی
- ماتریکس ۴ (نویسنده) (۲۰۲۱)

## جوایز
- برنده جایزه ادبی مک آرتور
- نامزد نهایی جایزه کتاب ملی

## ترجمه به فارسی
ترجمه داستان «زنبورها؛ بخش اول» توسط نشر ماهی با ترجمه امیرمهدی حقیقت در مجموعه داستان خوبی خدا منتشر شده‌است.
همچنین رمان دیگر وی «مردی از ناکجا»با ترجمه محمدرضا ترک‎تتاری توسط نشر ماهی منتشر شده‌است.